# Fleury-les-Aubrais
Fleury-les-Aubrais [fløʁi lez‿obʁɛ] ist eine französische Gemeinde mit 21.664 Einwohnern (Stand 1. Januar 2022) im Département Loiret in der Region Centre-Val de Loire. Sie gehört zum Arrondissement Orléans und zum Gemeindeverband Orléans Métropole-

## Geografie
Fleury-les-Aubrais ist ein nördlicher Vorort der Großstadt Orléans.

## Geschichte

### EPSM Georges Daumézon
In Fleury-les-Aubrais wurde 1913 eine psychotherapeutische Einrichtung (nach damaligem Sprachgebrauch eine Irrenanstalt) gegründet, in der von Anfang an ein fortschrittliches Behandlungskonzept praktiziert wurde. Die Anlage war wie ein kleines Dorf konzipiert, das aus in der Landschaft verstreuten Pavillons ohne sie umgebende Gitter oder Mauern bestand. Nichts an der Einrichtung sollte an ein Gefängnis erinnern.
1938 wurde Georges Daumézon (* 3. Juni 1912; † 6. Mai 1979) Direktor der Einrichtung und leitete sie bis 1951. Zu seinen Ehren erhielt sie später ihren heutigen Namen: Établissement public de santé mentale du Loiret Georges Daumézon.
In einer Zusammenfassung des Buches Les Cahiers d’Abraham Zoltobroda heißt es: „Es ist ein Paradox der Geschichte, dass in den französischen psychiatrischen Krankenhäusern, die unter dem Vichy-Regime zu Sterbeanstalten wurden, auch Opfer der Verfolgung durch die Nationalsozialisten untergebracht waren.“ In diesem Zusammenhang fällt immer wieder auch der Name der psychotherapeutischen Einrichtung in Fleury-les-Aubrais unter ihrem damalige Leiter Daumézon, die zu einer Zufluchtsstätte für Verfolgte wurde und diese vor der Deportation bewahrte.
Abraham Zoltobroda (1901–1993) war ein polnischer Jude, der 1926 nach Berlin zog und 1933 zusammen mit seiner Frau nach Paris emigrierte. Er wurde am 13. Mai 1941 während der ersten Razzia nach ausländischen Juden In der besetzten Zone verhaftet und ins Internierungslager Beaune-la-Rolande eingeliefert. Im Lager kursierten bereits Gerüchte über Konzentrationslager für Juden in Deutschland und damit einher gingen Ängste, ausgeliefert zu werden. Zoltobroda gelang es, eine Geisteskrankheit vorzutäuschen und überredete auch weitere Internierte zu dieser Taktik. Daraufhin wurden im August oder September 1941 zwischen acht und zehn Personen mit dem Bus von Beaune-la-Rolande nach Fleury-les-Aubrais gebracht. Die AJPN berichtet gar, dass im August 1941 eine Gruppe von 37 Personen in die Anstalt Fleury-les-Aubrais gebracht worden sei, und diese Zahl erwähnt auch Hélène Mouchard-Zay in ihrer Einleitung zu dem Buch über die Tagebücher von Abraham Zoltobroda.
Bis Februar 1942 konnte Zoltobroda dank der Unterstützung von Ärzten und Krankenschwestern in Fleury bleiben, bevor er abermals nach Beaune-la-Rolande verlegt wurde. Damit enden seine Tagebuchaufzeichnungen, und es ist den Quellen nicht eindeutig zu entnehmen, was danach geschah. Er stellte offenbar ein Gesuch, aus dem Lager Beaune-la-Rolande entlassen zu werden, das aber von den Deutschen abgelehnt wurde. Er kehrte daraufhin, vermutlich auf eigenen Wunsch, nach Fleury-les-Aubrais zurück und wurde nach einem weiteren fünfmonatigen Aufenthalt dort in die Anstalt Sainte-Anne in Paris verlegt. Dort wurde er von den Ärzten vor der Deportation gerettet.
Nach den Aussagen seines Sohnes begab sich Zoltobroda nach der Befreiung nach Le Perreux, wohin inzwischen auch seine Familie zurückgekehrt war. Er habe weiterhin in Kontakt zu Krankenschwestern gestanden und sei vermutlich der einzige der Internierten aus Beaune geblieben, der auf diese Weise überlebt habe.

## Bevölkerungsentwicklung
| Jahr                       | 1962   | 1968   | 1975   | 1982   | 1990   | 1999   | 2011   | 2018   | 2020   |
| Einwohner                  | 10.756 | 13.180 | 16.842 | 19.758 | 20.673 | 20.690 | 21.132 | 21.070 | 21.104 |
| Quellen: Cassini und INSEE |        |        |        |        |        |        |        |        |        |

## Verkehr

### Eisenbahn

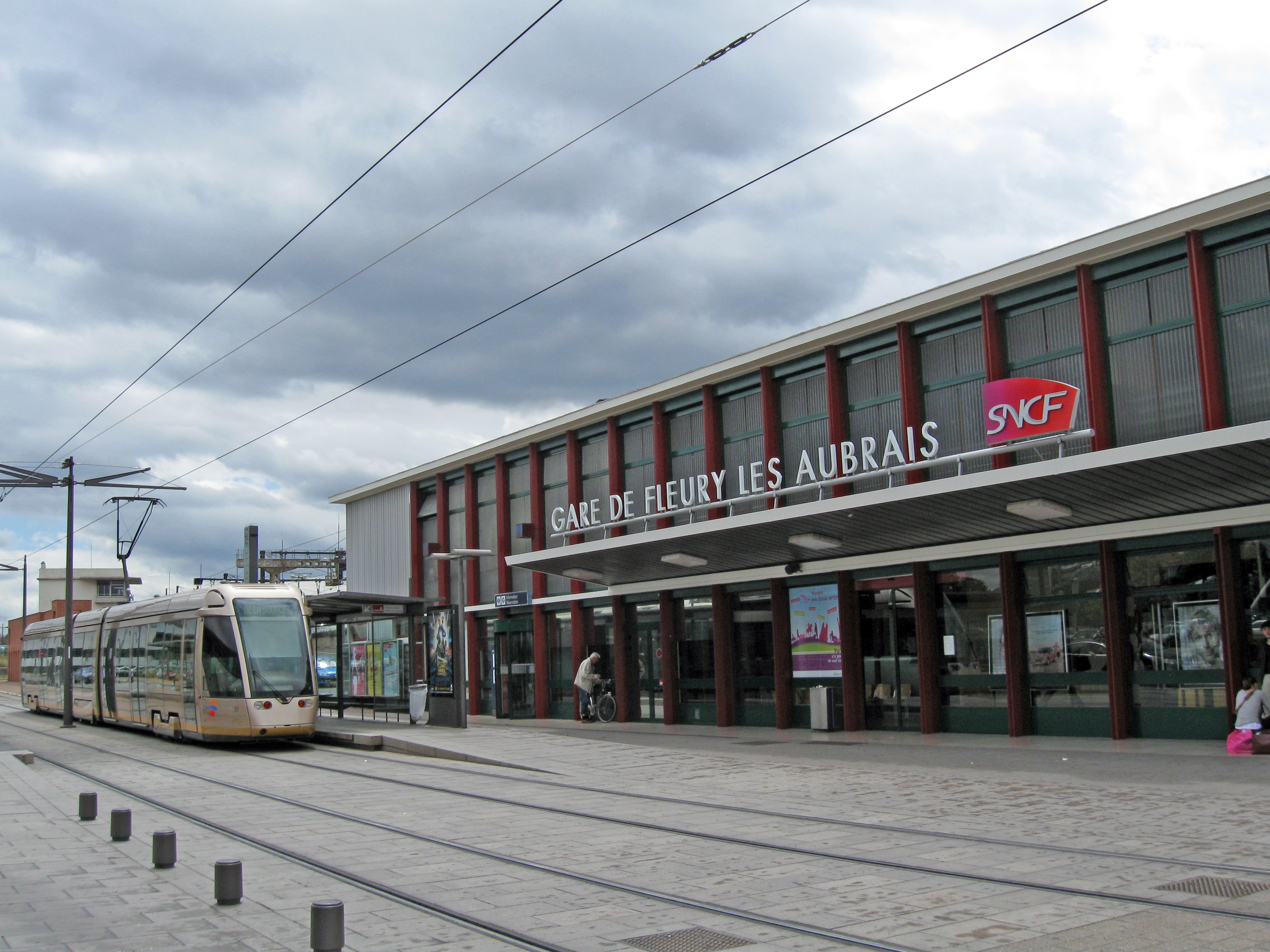
Triebwagen der Straßenbahn Orléans vor dem Empfangsgebäude des Bahnhofs

Der Durchgangsbahnhof von Fleury-les-Aubrais an der Bahnstrecke Paris–Bordeaux existiert seit 1853. Er wurde geschaffen, um als Ersatzhalt vor allem schneller Fernzüge das Anfahren des Kopfbahnhofs in Orléans zu ersparen. Für Fahrgäste von bzw. nach Orléans wurden Pendelzüge eingesetzt
Heute (Stand 2019) halten hier einige Züge auf der Bahnstrecke Les Aubrais-Orléans–Montauban-Ville-Bourbon zwischen Paris Gare d’Austerlitz und Orléans sowie wenige durchgehende Züge ohne Halt in Orléans, insbesondere nach Toulouse und Nachtzüge nach Rodez, Port Bou und La Tour de Carol (über Toulouse). Er wird im Fahrplan mit „Les-Aubrais-Orleans“ bezeichnet.
Hier stießen am 2. September 1939 zwei Züge zusammen. 35 Menschen starben, 77 wurden darüber hinaus verletzt.

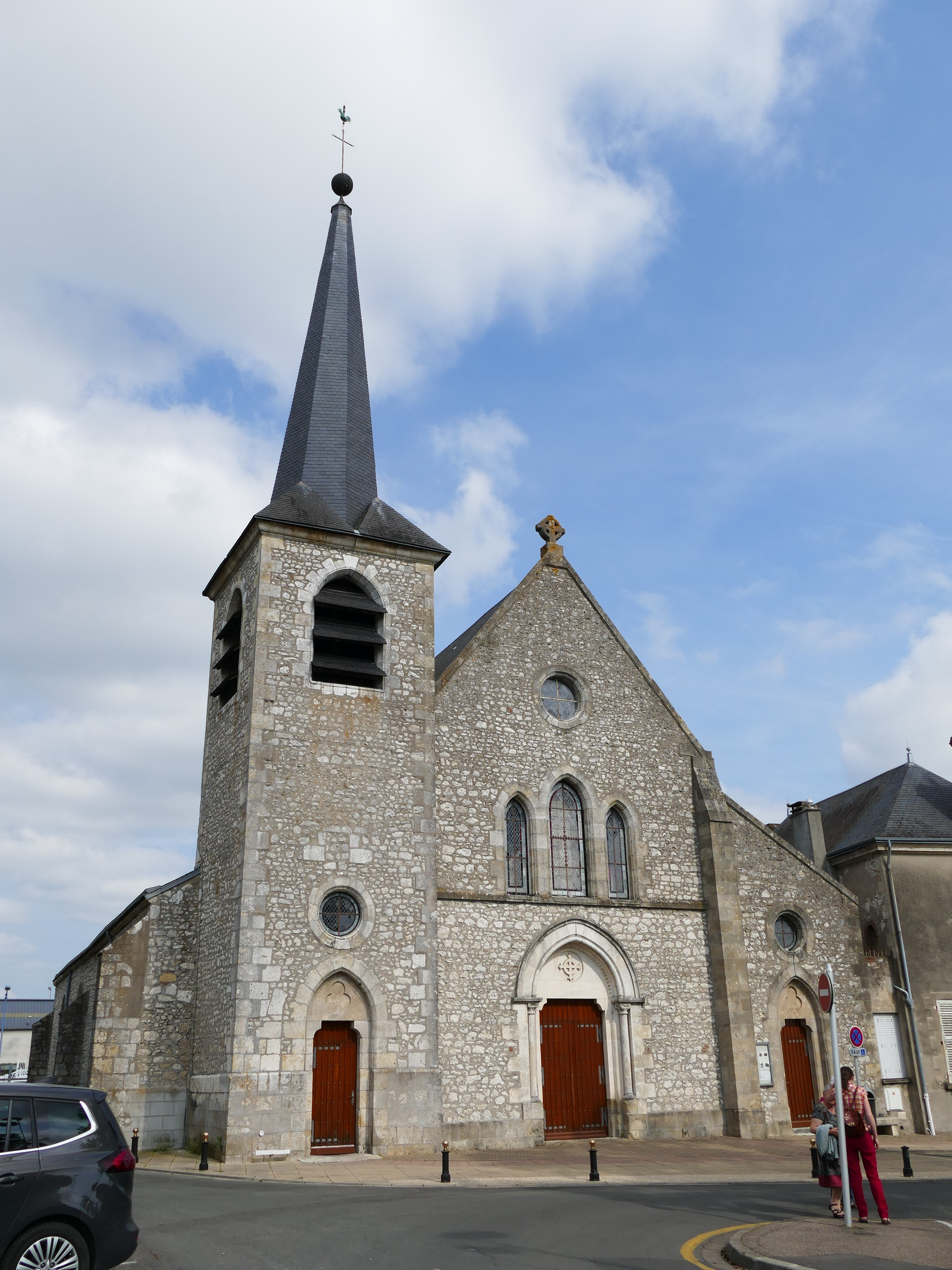
Kirche Saint-André

### ÖPNV
Die Gemeinde gehört zur Metropolregion Orléans und ist damit an das Nahverkehrsnetz anschlossen. Seit dem Jahr 2000 gehört dazu auch die Linie A der Straßenbahn Orléans. Auf dem Gemeindegebiet liegen vier Haltestellen: darunter auch die nördliche Endstation sowie eine Haltestelle direkt vor dem Bahnhof. Außerdem bedienen nicht weniger als zehn Buslinien Fleury-les-Aubrais.

## Sport
Ein Sportverein der Gemeinde ist der Cercle Jules Ferry Fleury-les-Aubrais. Dessen Frauen-Handball-Sparte spielt unter dem Namen CJF Fleury Loiret Handball in der 1. Liga.

## Persönlichkeiten
- Louis-Marie Billé (1938–2002), römisch-katholischer Geistlicher, Erzbischof von Lyon 1998–2002, Kardinal